# Boris Cugranis
Boris Niestorowicz Cugranis, ros. Борис Несторович Цугранис, gr. Μπορίς Τζουραμάνης (ur. 17 stycznia 1931, Rosyjska FSRR, ZSRR) – rosyjski piłkarz pochodzenia greckiego, grający na pozycji napastnika, trener piłkarski.

## Kariera piłkarska
W 1952 roku rozpoczął karierę piłkarską w klubie Zienit Kujbyszew, który w następnym roku zmienił nazwę na Krylja Sowietow. W 1955 przeszedł do Trudu Woroneż, w którym występował do zakończenia kariery piłkarskiej w 1957.

## Kariera trenerska
Po zakończeniu kariery piłkarskiej rozpoczął pracę szkoleniową. Najpierw pomagał trenować Dinamo Woroneż. Od 1971 do 1973 pracował w klubie Trud Woroneż najpierw jako asystent trenera, a potem dyrektor klubu.